# Luke Witkowski
Luke Witkowski (* 14. April 1990 in Holland, Michigan) ist ein US-amerikanischer Eishockeyspieler, der seit November 2024 bei Skellefteå AIK aus der Svenska Hockeyligan (SHL) unter Vertrag steht. Zuvor war Witkowski, der als Verteidiger und Flügelstürmer eingesetzt wird, unter anderem für die Tampa Bay Lightning und Detroit Red Wings in der National Hockey League (NHL) aktiv.

## Karriere
Witkowski verbrachte seine Juniorenzeit zunächst in der Saison 2007/08 bei den Ohio Junior Blue Jackets in der United States Hockey League. Nach der Spielzeit wurde er im NHL Entry Draft 2008 in der sechsten Runde an 160. Stelle von den Tampa Bay Lightning aus der National Hockey League ausgewählt. Anschließend wechselte er zur Saison 2008/09 innerhalb der USHL zu den Fargo Force. Nach einem Jahr dort schrieb sich der Verteidiger an der Western Michigan University ein und verfolgte dort in den folgenden vier Jahren ein Studium. Parallel spielte er für das Eishockeyteam der Universität in der Central Collegiate Hockey Association, einer Division im Spielbetrieb der National Collegiate Athletic Association. Mit diesem gewann er am Ende des Spieljahres 2011/12 die Divisionsmeisterschaft.
Nachdem der US-Amerikaner im Frühjahr 2013 sein Studium erfolgreich abgeschlossen hatte, wurde er im April 2013 von den Lightning unter Vertrag genommen. Für den Rest der laufenden sowie der folgenden Spielzeit wurde er ausschließlich im Farmteam Syracuse Crunch in der American Hockey League eingesetzt. Zu deren Stammkader gehörte er nach einer zwischenzeitlichen Vertragsverlängerung auch in den folgenden drei Jahren bis in die Saison 2016/17 hinein. Erste Spielminuten erhielt Witkowski im Verlauf der Saison 2014/15 in der NHL bei den Lightning und kam immer wieder zu Einsätzen. Nach vier Jahren in der Organisation der Lightning wurde sein auslaufender Vertrag nach der Spielzeit 2016/17 nicht verlängert, sodass sich Witkowski im Juli 2017 als Free Agent den Detroit Red Wings anschloss. Die Red Wings funktionierten ihn in der Folge zu einem Flügelstürmer um. Nach zwei Jahren kehrte er – ebenfalls als Free Agent – zu den Tampa Bay Lightning zurück. Das Team gewann am Ende der Playoffs 2020 den Stanley Cup, jedoch bestritt Witkowski nicht ausreichend Partien, um auf der Trophäe verewigt zu werden.
Nach zwei Jahren in der Organisation der Lightning kehrte Witkowski im Juli 2021 zu den Detroit Red Wings zurück, bei denen er einen Zweijahresvertrag unterzeichnete. Im März 2022 wurde er jedoch samt Nick Leddy an die St. Louis Blues abgegeben, während Detroit Oskar Sundqvist, Jake Walman sowie ein Zweitrunden-Wahlrecht im NHL Entry Draft 2023 erhielt. Während seiner Zeit in St. Louis spielte der US-Amerikaner aber ausschließlich für den Kooperationspartner Springfield Thunderbirds.
Um seiner Karriere einen neuen Impuls zu verleihen, wechselte Witkowski im September 2023 – nachdem er in Nordamerika keinen neuen Vertrag erhalten hatte – für eine Spielzeit zum Traditionsverein Tappara Tampere aus der finnischen Liiga. Dort feierte er am Ende der Saison 2023/24 den Gewinn der finnischen Meisterschaft. Dennoch erhielt der Abwehrspieler keinen weiterführenden Vertrag und blieb bis November 2024 vereinslos. Erst dann sicherte sich der Skellefteå AIK aus der Svenska Hockeyligan (SHL) die Dienste Witkowskis bis zum Ende der Spielzeit 2024/25.

## Erfolge und Auszeichnungen
- 2009 Teilnahme am USHL All-Star Game
- 2012 Mason-Cup-Gewinn mit der Western Michigan University
- 2013 CCHA Second All-Star Team
- 2024 Finnischer Meister mit Tappara Tampere

## Karrierestatistik
Stand: Ende der Saison 2023/24
(Legende zur Spielerstatistik: Sp oder GP = absolvierte Spiele; T oder G = erzielte Tore; V oder A = erzielte Assists; Pkt oder Pts = erzielte Scorerpunkte; SM oder PIM = erhaltene Strafminuten; +/− = Plus/Minus-Bilanz; PP = erzielte Überzahltore; SH = erzielte Unterzahltore; GW = erzielte Siegtore; 1 Play-downs/Relegation; Kursiv: Statistik nicht vollständig)